# La joven (película de 1960)
La joven es una película dirigida por Luis Buñuel, el director de cine español, que tras el exilio de la guerra civil española fue nacionalizado mexicano. Está basada en la novela Travelin' Man de Peter Matthiessen.
Es una de las dos películas que el aragonés filmó en lengua inglesa, la otra es Robinson Crusoe.

## Reparto
- Zachary Scott como "Hap" Miller
- Bernie Hamilton como Traveling Man aka "Traver"
- Key Meersman como Evalyn "Evvie" Stroud
- Crahan Denton como Jackson
- Claudio Brook como Reverendo Fleetwood

## Premios
- Mención del Festival de Cannes (1960).